# Amasja
Amasja (hebreiska: אֲמַצְיָהוּ, ʼĂmaṣyāhū, betyder "Herrens styrka"; grekiska: Αμασίας; latin: Amasias), död omkring 767 f.Kr., var den nionde kungen av Juda. Han efterträdde sin far, Joash på tronen som kung i Juda rike cirka 847 f.Kr. efter att Joash hade blivit mördad. Amasja var 25 år när han blev kung och hans mor hette Joaddin . Efter honom regerade en förmyndarregering i cirka 12 år innan hans son Ussia besteg tronen i Jerusalem .